# Kyle Hebert
Kyle Henry Hebert (14 de junho de 1969) é um ator e dublador estadunidense que trabalha em filmes de animes e jogos de vídeo (videogames).

## Filmografia

### Animes
- Avengers: Earth's Mightiest Heroes - Super-Skrull e Vozes Adicionais
- Baki the Grappler - Hanayama, Vladimir
- Bleach - Sōsuke Aizen, Ganju Shiba, Metastacia, Nirgge Parduoc
- Blue Gender - Sgt. Robert Bradley, Seno Miyagi
- Blue Dragon - Gilliam, Legolas
- Buso Renkin - Sekima Hiwatari, Kinjou
- Case Closed - Vodka, Kevin Schwartz, Jim Fleming, Gerard DuFour, Motorista, Bruno Ushton, Bigglesworth
- D.Gray-man - Georg
- Darker than Black - Reiji Kikuchi
- Digimon Data Squad - Belphemon
- Dragon Ball series - Gohan (adulto), Ox King, Pikkon, Narrador, General White, West Kai, Piroshki, Apuule, Commander Red (Temporada 4)
- Durarara!! - Horada, Taro Tanaka (nome-tela de Mikado Ryugamine), Setton (nome-tela de Celty Sturluson) e Kanra (nome-tela de Izaya Orihara)
- Ergo Proxy - MCQ
- Eureka Seven - Ken-Goh (Episódio 29)
- Freedom Project - Gosche
- Fruits Basket - Makoto Takei
- Fullmetal Alchemist/Fullmetal Alchemist: Brotherhood - Vato Falman
- Ghost Slayers Ayashi - Hozaburo Ogasawara
- Gunslinger Girl - Mario Bossi
- Gurren Lagann - Kamina
- Hell Girl - Yoshiyuki Kusuno
- Honey and Clover - Ippei Matsumoto
- Magnum Farce: Along Came A Sniper The Sniper - Vozes adicionais
- Magnum Farce: A Shot in the Park The Sniper - Vozes Adicionais
- Kenichi: The Mightiest Disciple - Tsukuba
- The Legend of the Legendary Heroes - Pai de Ferri
- MÄR - Peta
- Marvel Anime: Iron Man - Yo Hinsen
- Mega Man Star Force - Omega-Xis
- Mobile Suit Gundam Unicorn - Yonem Kirks, Watts Stepney
- Monster - Fritz Vardemann
- Moribito: Guardian of the Spirit - Jiguro Musa
- Naruto - Kiba Inuzuka, Mozuku, Inoichi Yamanaka, Ebizo, e Vozes adicionais
- Negima!? - Narrador
- One Piece - Nefertari Cobra, Higuma, Nola (Episódios 168-176)
- Ouran High School Host Club - Kazukiyo Soga
- Puella Magi Madoka Magica - Tomohisa Kaname
- Romeo X Juliet - Vozes adicionais
- Rumbling Hearts - Hiro
- Samurai 7 - Mosuke
- Shigurui: Death Frenzy - Naotsugu Andou
- Soul Eater- Masamune Nakatsukasa
- Strain: Strategic Armored Infantry - Mecânico
- Street Fighter IV: The Ties That Bind - Ryu
- When They Cry[desambiguação necessária] - Jirō Tomitake
- Young Justice - TBA
- YuYu Hakusho - Karasu
- Zatch Bell! - John Owen

### Filmes
- Adventures in Voice Acting - Ele mesmo
- Lupin III: The Columbus Files - Burton
- Lupin III: Dead or Alive - General Headhunter
- Lupin III: The Pursuit of Harimao's Treasure - Goering
- Lupin III: The Spirit of Twilight Gemini - Butrakari
- Naruto the Movie: Ninja Clash in the Land of Snow - Mizore Fuyukuma e Vozes Adicionais (Teather)
- Naruto Shippūden 3: Inheritors of the Will of Fire - Kiba Inuzuka
- One Piece the Movie: The Desert Princess and the Pirates Adventures in Alabasta - Nefertari Cobra
- Pirates of the Caribbean: At World's End - Extras
- Resident Evil: Degeneration - Vozes Adicionais
- Tekken: Blood Vengeance - Kazuya Mishima
- Magnum Farce - Blivit - Gov. Arnold Schwartzenhertzen-Geldengrubber
- Bleach: Memories of Nobody - Bau

### Videogames
- Reminisce - Skukumu e Vozes Adicionais
- Redemption - Skukumu e Vozes Adicionais
- Ar tonelico Qoga: Knell of Ar Ciel - Hikari Gojou (sem créditos)
- Atelier Totori: Alchemist of Arland 2 - Guid (sem créditos)
- Baroque - Archangel (sem créditos)
- Baten Kaitos Origins - Juwar
- Bleach series - Sousuke Aizen, Ganju Shiba
- Castlevania: The Dracula X Chronicles - Master Librarian/Ferryman/Nose Demon Familiar/Narrador (sem créditos)
- Comic Jumper: The Adventures of Captain Smiley - Benny, Villagers of Nerthus, Museum Security Guards
- Dawn of Mana - Masked Guru e Vozes Adicionais (sem créditos)
- Devil May Cry 4 - Bael/Dagon (sem créditos)
- Digimon World Data Squad - Beelzemon, Belphemon
- Dragon Ball Z Video Game - Gohan (Adulto/Gt. Saiyaman), Pikkon e narrador
- Dynasty Warriors - Sima Yi, Ding Feng (sem créditos)
- Final Fantasy XIII/Final Fantasy XIII-2 - Cocoon Inhabitants e Vozes Adicionais
- Final Fantasy XIV: A Realm Reborn - Lahabrea
- Final Fantasy Crystal Chronicles: Crystal Bearers - Incidental Characters
- Hyperdimension Neptunia - Judge the Hard
- Infinite Undiscovery - Sigmund, Held (sem créditos)
- James Cameron's Avatar: The Game - Rai 'Uk (Wii only)
- Kamen Rider: Dragon Knight - Xaviax, Trash Mob A
- League of Legends - Ezreal, Graves, Jarvan IV
- MadWorld - “Big Bull” Crocker, Scissors Man, Ninja
- Marvel vs. Capcom 3: Fate of Two Worlds/Ultimate Marvel vs. Capcom 3 - Ryu
- Mega Man Star Force 3 - Omega-Xis
- Naruto series - Kiba Inuzuka
- Ninja Gaiden II - Vozes adicionais (sem créditos)
- Shin Megami Tensei: Devil Survivor Overclocked - Naoya (sem créditos)
- Shin Megami Tensei: Persona 4 - Mitsuo Kubo e Vozes Adicionais(sem créditos)
- Soulcalibur V - Cold Assassin
- Resident Evil 5 - Majini
- Samurai Warriors 3 - Hōjō Ujiyasu
- Sonic the Hedgehog - Big the Cat (2010–presente)
- Star Ocean: Second Evolution - Jophiel (sem créditos), Dias Flac
- Star Ocean: The Last Hope - Crowe F. Almedio, Arumat P. Thanatos (sem créditos)
- Street Fighter IV/Super Street Fighter IV - Ryu, Evil Ryu
- Street Fighter X Tekken - Ryu
- Tales of Symphonia: Dawn of the New World - Richter Abend (sem créditos) e Dirk
- The Last Remnant - John Sykes, Zuido
- Wild Arms 5 - Volsung
- World of Warcraft - Algalon the Observer
- X-Men (XBLA/PSN) - All male characters
- Z.H.P. Unlosing Ranger VS Darkdeath Evilman - Pirohiko Ichimonji

### Outros
- TeamFourStar's The World's Strongest Abridged - Narrador
- TeamFourStar's The Tree of Might Abridged - Papai Noel/Pai Natal
- Go, Go, Parody Rangers! 2 - Narrador de TV
- Go, Go, Parody Rangers! 3 - Narrador (Dragon Ball Z)
- There Will Be Brawl - Wario
- Mega 64 - Wanser
- $00pah NiN10Doh! - Tabuu
- Revenge of the Lolin - Optimus Prime
- Kyle Herbert is an A**HOLE! - Ele mesmo